# Nekrolog 1. Quartal 1997
Nekrolog
◄◄
| ◄
| 1993
| 1994
| 1995
| 1996
| 1997 | 1998 | 1999 | 2000 | 2001 | ► | ►►
1. Quartal |
2. Quartal |
3. Quartal |
4. Quartal 1997
Weitere Ereignisse | Allgemeiner Nekrolog 1997
Die Beschreibung der verstorbenen Person sollte so kurz wie möglich gehalten sein und nur deren signifikante Tätigkeit(en) enthalten.
Neue Namen ggf. auch unter dem Geburts- und Sterbedatum, also etwa unter 1. Januar und im Geburts- und Sterbejahr (2024) eintragen (nur bei entsprechender großer Wichtigkeit). Für Beispiele siehe die schon vorhandenen Artikel.
Außerdem über die fünf zuletzt Verstorbenen, zu denen es einen ausreichend guten Artikel für eine Präsentation auf der Hauptseite gibt, nach der todesbedingten Überarbeitung der Artikel ggf. auch unter Wikipedia Diskussion:Hauptseite informieren und sie am besten auch in den anderen Wikipedia-Sprachversionen eintragen. Tipp: Regelmäßig bei news.google.de nach „ist tot“, „gestorben“ oder „verstorben“ suchen.
Wenn eine Person gestorben ist, gibt es viele Seiten zu dieser Person in der Wikipedia, die davon auch betroffen sind und entsprechend aktualisiert werden müssen. Beispiele: Namenübersichtsseite, Geburtsjahr, Geburtsort-Seiten und viele mehr.
Wie finde ich die betroffenen Seiten?
Im Suchfeld auf der linken Seite gibt man den Suchbegriff so ein: „Vorname Nachname“. Dann klickt man auf Volltext und alle Seiten mit entsprechendem Suchtext werden aufgerufen. Hier sieht man dann schnell, wo auch das Todesjahr Sinn macht oder sogar ein Teil des Artikels angepasst werden muss. Auch hilft das „Werkzeug“ auf der linken Seite sehr gut, um solche Seiten aufzufinden: „Links auf diese Seite“. Somit ist die Wikipedia wieder aktuell in allen Bereichen! Hinweis: bei Eintragung der Kategorie „Gestorben JAHR“ wird der Missbrauchsfilter 49 ausgelöst, was jedoch nicht schlimm ist. Siehe: Spezial:Missbrauchsfilter/49
Dies ist eine Liste von im ersten Quartal 1997 verstorbenen bekannten Persönlichkeiten. Die Einträge erfolgen innerhalb der einzelnen Daten alphabetisch sortiert. Tiere sind im Nekrolog für Tiere zu finden.

## Januar
| Tag        | Name                                    | Beruf, bekannt als                                                                                              | Alter | Beleg |
| ---------- | --------------------------------------- | --- | ----- | ----- |
| 1. Januar  | Aenne Brauksiepe                        | deutsche Politikerin (CDU), MdB                                                                                 | 84    |       |
| 1. Januar  | Asnoldo Devonish                        | venezolanischer Leichtathlet                                                                                    | 64    |       |
| 1. Januar  | Caspar Diethelm                         | Schweizer Komponist und Dirigent                                                                                | 70    |       |
| 1. Januar  | Kunigund Feldges-Oeri                   | Schweizer evangelisch-reformierte Theologin, Pfarrfrau und Frauenrechtlerin                                     | 85    |       |
| 1. Januar  | Robert Grant-Ferris, Baron Harvington   | britischer Politiker, Mitglied des House of Commons                                                             | 89    |       |
| 1. Januar  | Ivan Graziani                           | italienischer Cantautore und Rockgitarrist                                                                      | 51    |       |
| 1. Januar  | Hagood Hardy                            | kanadischer Jazzmusiker und Komponist                                                                           | 59    |       |
| 1. Januar  | Muhammad Hafez Ismail                   | ägyptischer Militär und Diplomat                                                                                |       |       |
| 1. Januar  | Franc Joubin                            | kanadischer Geologe                                                                                             | 85    |       |
| 1. Januar  | Hans-Martin Majewski                    | deutscher Komponist                                                                                             | 85    |       |
| 1. Januar  | James B. Pritchard                      | US-amerikanischer Biblischer Archäologe und Religionswissenschaftler                                            | 87    |       |
| 1. Januar  | Joan Rice                               | britische Schauspielerin                                                                                        | 66    |       |
| 1. Januar  | Kaspar Schaefer                         | deutscher Flötist, Cembalist und Konzertagent                                                                   | 60    |       |
| 1. Januar  | Townes Van Zandt                        | US-amerikanischer Musiker und Singer-Songwriter                                                                 | 52    |       |
| 2. Januar  | Richard Baumann                         | deutscher Theologe und Autor                                                                                    | 97    |       |
| 2. Januar  | Randy California                        | US-amerikanischer Musiker                                                                                       | 45    |       |
| 2. Januar  | Samuel Carlisi                          | US-amerikanischer Mobster; Boss des „Chicago Outfit“                                                            | 82    |       |
| 2. Januar  | Joan Coromines                          | katalanischer Linguist                                                                                          | 91    |       |
| 2. Januar  | Gerard van Essen                        | niederländischer Schauspieler                                                                                   | 72    |       |
| 2. Januar  | Clara Halls                             | US-amerikanische Lehrerin und Politikerin                                                                       | 101   |       |
| 2. Januar  | Jean-Jacques Hatt                       | französischer Prähistoriker                                                                                     | 83    |       |
| 3. Januar  | Werner Genuit                           | deutscher Pianist                                                                                               | 59    |       |
| 3. Januar  | Manasse Herbst                          | österreichisch-US-amerikanischer Schauspieler und Sänger                                                        | 83    |       |
| 3. Januar  | Cor Kee                                 | niederländischer Organist und Komponist                                                                         | 96    |       |
| 3. Januar  | Hermann Meusel                          | deutscher Botaniker                                                                                             | 87    |       |
| 3. Januar  | Edmund Pszczółkowski                    | polnischer Offizier, Diplomat und Politiker, Mitglied des Sejm                                                  | 92    |       |
| 3. Januar  | Heinz Riedt                             | deutscher Italianist, Partisan und Übersetzer                                                                   | 77    |       |
| 3. Januar  | Gregório Warmeling                      | brasilianischer Geistlicher, römisch-katholischer Bischof von Joinville                                         | 78    |       |
| 4. Januar  | Fernand Etter                           | französischer Radrennfahrer                                                                                     | 55    |       |
| 4. Januar  | Harry Helmsley                          | US-amerikanischer Immobilienunternehmer                                                                         | 87    |       |
| 4. Januar  | Harry P. Jeffrey                        | US-amerikanischer Politiker                                                                                     | 95    |       |
| 4. Januar  | Hermann Koch                            | deutscher Maler, Bildhauer und Grafiker                                                                         | 76    |       |
| 4. Januar  | William Lancaster                       | US-amerikanischer Filmproduzent, Drehbuchautor und Schauspieler                                                 | 49    |       |
| 5. Januar  | Bertil von Schweden                     | schwedischer Prinz                                                                                              | 84    |       |
| 5. Januar  | André Franquin                          | belgischer Comiczeichner                                                                                        | 73    |       |
| 5. Januar  | Peter Zack Geer                         | US-amerikanischer Politiker                                                                                     | 68    |       |
| 5. Januar  | Burton Lane                             | US-amerikanischer Komponist und Textdichter                                                                     | 84    |       |
| 5. Januar  | Peter Sachse                            | deutscher Arzt und Standesfunktionär                                                                            | 86    |       |
| 5. Januar  | Herbert Wallbrecher                     | deutscher Wirtschaftsanwalt                                                                                     | 74    |       |
| 5. Januar  | Vero Wynne-Edwards                      | britischer Zoologe, Begründer der Ökologie                                                                      | 90    |       |
| 6. Januar  | Göran Borg                              | schwedischer Mathematiker                                                                                       | 83    |       |
| 6. Januar  | Albert Derichsweiler                    | deutscher Studentenfunktionär und Politiker (NSDAP, FDP), MdR, MdL                                              | 87    |       |
| 6. Januar  | Heinz Kirchhoff                         | deutscher Gynäkologe und Geburtshelfer                                                                          | 91    |       |
| 6. Januar  | Kalevi Laitinen                         | finnischer Turner und Olympiasieger                                                                             | 78    |       |
| 6. Januar  | Raimond Lätte                           | estnischer Komponist                                                                                            | 65    |       |
| 6. Januar  | Teiichi Matsumaru                       | japanischer Fußballspieler                                                                                      | 87    |       |
| 6. Januar  | Heinrich Müller                         | Schweizer Radrennfahrer                                                                                         | 70    |       |
| 6. Januar  | Günther Penzoldt                        | deutscher Dramaturg, Theaterregisseur und Theaterintendant                                                      | 73    |       |
| 6. Januar  | Catherine Scorsese                      | US-amerikanische Schauspielerin                                                                                 | 84    |       |
| 6. Januar  | Vince Williams                          | US-amerikanischer Schauspieler                                                                                  | 39    |       |
| 6. Januar  | Wilhelm Zirkelbach                      | römisch-katholischer Geistlicher und Politiker                                                                  | 85    |       |
| 7. Januar  | Hermann Esterbauer                      | österreichischer Chemiker                                                                                       | 60    |       |
| 7. Januar  | Anton Fellner                           | österreichischer Journalist, Generalsekretär der Wiener Diözesansynode                                          | 69    |       |
| 7. Januar  | Alois Gossi                             | österreichischer Bundesabeamer und Politiker (SPÖ), Landtagsabgeordneter, Abgeordneter zum Nationalrat          | 69    |       |
| 7. Januar  | Rudolf Hollinger                        | deutscher Dichter, Lehrer, Dramatiker                                                                           | 86    |       |
| 7. Januar  | Paul-Werner Hozzel                      | deutscher Pilot und Ritterkreuzträger im Zweiten Weltkrieg                                                      | 86    |       |
| 7. Januar  | Carl Jacob Jucker                       | Schweizer Silberschmied und Produktdesigner                                                                     | 94    |       |
| 7. Januar  | Christopher Mayhew                      | britischer Politiker                                                                                            | 81    |       |
| 7. Januar  | Sándor Végh                             | ungarisch-österreichischer Dirigent und Violinist                                                               | 84    |       |
| 7. Januar  | Kurt Wensch                             | deutscher Genealoge                                                                                             | 94    |       |
| 8. Januar  | Sidney M. Aronovitz                     | US-amerikanischer Jurist und Politiker                                                                          | 76    |       |
| 8. Januar  | Melvin Calvin                           | US-amerikanischer Chemiker und Biochemiker                                                                      | 85    |       |
| 8. Januar  | Paul Endacott                           | US-amerikanischer Basketballspieler                                                                             | 94    |       |
| 8. Januar  | George Handy                            | US-amerikanischer Jazzpianist und Arrangeur                                                                     | 76    |       |
| 8. Januar  | Jolanthe Haßlwander                     | österreichische Schriftstellerin und Lehrerin                                                                   | 91    |       |
| 9. Januar  | Nils Ahrbom                             | schwedischer Architekt                                                                                          | 91    |       |
| 9. Januar  | Walter Brödel                           | deutscher Mathematiker und Hochschullehrer                                                                      | 85    |       |
| 9. Januar  | Edward Osóbka-Morawski                  | polnischer Politiker und Ministerpräsident (1944–1947)                                                          | 87    |       |
| 9. Januar  | Gerhard Sprenger                        | deutscher Politiker (SPD), MdL                                                                                  | 67    |       |
| 9. Januar  | Herbert Stohs                           | österreichischer Beamter und Politiker (ÖVP), Landtagsabgeordneter, Abgeordneter zum Nationalrat                | 83    |       |
| 9. Januar  | Jesse White                             | US-amerikanischer Schauspieler                                                                                  | 80    |       |
| 9. Januar  | Oleg Zinger                             | russisch-deutscher Maler, Graphiker und Illustrator                                                             | 87    |       |
| 10. Januar | Darrell A. Amyx                         | US-amerikanischer Klassischer Archäologe                                                                        | 85    |       |
| 10. Januar | Hans Cohrssen                           | deutsch-US-amerikanischer Volkswirt                                                                             | 91    |       |
| 10. Januar | Seymour Halpern                         | US-amerikanischer Politiker                                                                                     | 83    |       |
| 10. Januar | Elspeth Huxley                          | britische Schriftstellerin und Journalistin                                                                     | 89    |       |
| 10. Januar | Walentin Afanassjewitsch Koptjug        | sowjetischer Chemiker                                                                                           | 65    |       |
| 10. Januar | Sheldon Leonard                         | US-amerikanischer Schauspieler, Produzent                                                                       | 89    |       |
| 10. Januar | Tordis Maurstad                         | norwegische Film- und Theaterschauspielerin                                                                     | 95    |       |
| 10. Januar | Martin Pike                             | britischer Sprinter                                                                                             | 76    |       |
| 10. Januar | John Hubert Macey Rodgers               | neuseeländischer Ordensgeistlicher                                                                              | 81    |       |
| 10. Januar | Ludwig Schnur                           | deutscher Journalist und Politiker (CVP, CDU)                                                                   | 87    |       |
| 10. Januar | Kunigunde Schwab                        | deutsche Politikerin (KPD), Vizepräsidentin der Verfassunggebenden Versammlung in Bayern, Pazifistin, Widers... | 86    |       |
| 10. Januar | Erich Springer                          | deutscher Beamter                                                                                               | 93    |       |
| 10. Januar | Alexander Robertus Todd                 | britischer Chemiker, Träger des Nobelpreises für Chemie                                                         | 89    |       |
| 10. Januar | Albert Wohlstetter                      | US-amerikanischer Politikwissenschaftler                                                                        | 83    |       |
| 11. Januar | Adriano Torres                          | philippinischer Badmintonspieler                                                                                |       |       |
| 12. Januar | Hans Arnold                             | deutscher Verwaltungsbeamter und Kommunalpolitiker                                                              | 91    |       |
| 12. Januar | Raymond Arveiller                       | französischer Romanist und Lexikologe                                                                           | 82    |       |
| 12. Januar | Cyril Frank Colebrook                   | britischer Physiker                                                                                             | 86    |       |
| 12. Januar | Jean-Edern Hallier                      | französischer Schriftsteller und Journalist                                                                     | 60    |       |
| 12. Januar | Jean Hoerni                             | Schweizer Physiker und Mathematiker                                                                             | 72    |       |
| 12. Januar | Charles Brenton Huggins                 | kanadisch-US-amerikanischer Chirurg                                                                             | 95    |       |
| 12. Januar | Clemens Kaiser-Breme                    | deutscher Opernsänger (Bariton) und Gesangspädagoge                                                             | 88    |       |
| 12. Januar | Hans Raupach                            | deutscher Jurist und Wirtschaftswissenschaftler                                                                 | 93    |       |
| 12. Januar | Wally Rose                              | US-amerikanischer Jazz- und Ragtime-Pianist                                                                     | 83    |       |
| 12. Januar | Theodor Tauchel                         | deutscher Schriftsteller und Publizist                                                                          | 88    |       |
| 12. Januar | Georges Maxime Temmer                   | US-amerikanischer Physiker                                                                                      | 74    |       |
| 12. Januar | Marianne Wallach-Faller                 | Schweizer Mediävistin und Feministin                                                                            | 54    |       |
| 13. Januar | Sivar Arnér                             | schwedischer Schriftsteller, Hörspielautor und Dramatiker                                                       | 87    |       |
| 13. Januar | Ernest Bayer                            | US-amerikanischer Ruderer                                                                                       | 92    |       |
| 13. Januar | Johannes Coleman                        | südafrikanischer Marathonläufer                                                                                 | 86    |       |
| 13. Januar | Aloys Felke                             | deutscher Unternehmer und Politiker (CDU), MdL                                                                  | 69    |       |
| 13. Januar | Max Kaser                               | deutscher Jurist, Rechtswissenschaftler, Romanist                                                               | 90    |       |
| 13. Januar | Ursula Schafmeister                     | deutsche evangelische Theologin                                                                                 |       |       |
| 13. Januar | Ruslan Leontjewitsch Stratonowitsch     | sowjetischer Physiker                                                                                           | 66    |       |
| 13. Januar | Hans Tümmler                            | deutscher Historiker, Germanist und Gymnasialleiter                                                             | 90    |       |
| 13. Januar | Penelope Wallace                        | englische Kriminalschriftstellerin                                                                              | 73    |       |
| 14. Januar | Wolfgang Bauer                          | deutscher Sinologe                                                                                              | 66    |       |
| 14. Januar | Paul-Marie Duval                        | französischer Althistoriker, Archäologe und Keltologe                                                           | 84    |       |
| 14. Januar | Helmut Heinrich                         | deutscher Mathematiker                                                                                          | 92    |       |
| 14. Januar | King Hu                                 | chinesischer Filmregisseur und Drehbuchautor                                                                    | 65    |       |
| 14. Januar | Hans Huschka                            | deutscher Bildhauer                                                                                             | 66    |       |
| 14. Januar | John Lettengarver                       | US-amerikanischer Eiskunstläufer                                                                                | 67    |       |
| 14. Januar | Roland Martin                           | französischer Klassischer Archäologe                                                                            | 84    |       |
| 14. Januar | Renate Merklein                         | deutsche Journalistin, Publizistin und Herausgeberin                                                            | 57    |       |
| 14. Januar | Bruno Peyer                             | Schweizer Chorleiter                                                                                            | 70    |       |
| 14. Januar | Schalwa Tschikladse                     | sowjetischer Ringer                                                                                             | 84    |       |
| 15. Januar | Elisabeth Adler                         | deutsche Direktorin einer Evangelischen Akademie                                                                | 70    |       |
| 15. Januar | Kilo G                                  | US-amerikanischer Rapper                                                                                        | 20    |       |
| 15. Januar | Norbert W. Luft                         | deutscher Chemiker, Rektor der Hochschule Konstanz (1977–1980)                                                  | 77    |       |
| 15. Januar | Anton Neuhäusler                        | deutscher Philosoph und Hochschullehrer, bayerischer Mundartdichter                                             | 77    |       |
| 15. Januar | Hans Bruno Schneider                    | österreichischer Historiker                                                                                     | 65    |       |
| 15. Januar | Kenneth V. Thimann                      | britisch-US-amerikanischer Botaniker                                                                            | 92    |       |
| 15. Januar | Boubé Zoumé                             | nigrischer Schriftsteller                                                                                       | 45    |       |
| 16. Januar | Romano Amerio                           | römisch-katholischer Theologe, Peritus auf dem Zweiten Vatikanischen Konzil                                     | 91    |       |
| 16. Januar | Ödön Gróf                               | ungarischer Schwimmer                                                                                           | 81    |       |
| 16. Januar | Karl-Heinz Hanisch                      | deutscher Gärtner, Journalist und Sachbuchautor                                                                 | 81    |       |
| 16. Januar | Markus Hoffmann                         | deutscher Schauspieler und Synchronsprecher                                                                     | 26    |       |
| 16. Januar | Juan Landázuri Ricketts                 | peruanischer Ordensgeistlicher, Erzbischof von Lima und Kardinal der römisch-katholischen Kirche                | 83    |       |
| 16. Januar | Beverly Peer                            | US-amerikanischer Jazzmusiker (Kontrabass)                                                                      | 84    |       |
| 16. Januar | Jeff Teale                              | britischer Kugelstoßer                                                                                          | 57    |       |
| 17. Januar | Lewis Henry Gann                        | US-amerikanischer Historiker                                                                                    | 72    |       |
| 17. Januar | Björn Isfält                            | schwedischer Musiker und Filmkomponist                                                                          | 54    |       |
| 17. Januar | Augusto Macedo                          | portugiesischer Taxifahrer                                                                                      |       |       |
| 17. Januar | Theodhoros Nankyama                     | ugandischer orthodoxer Bischof, erster afrikanischer Erzbischof der Griechisch-orthodoxen Kirche                | 72    |       |
| 17. Januar | Clyde Tombaugh                          | US-amerikanischer Astronom und Entdecker des Zwergplaneten Pluto                                                | 90    |       |
| 17. Januar | Tran Van Dan                            | vietnamesischer Schriftsteller                                                                                  | 70    |       |
| 17. Januar | Theo Wilson                             | US-amerikanische Journalistin                                                                                   | 79    |       |
| 18. Januar | Frankie Bastille                        | US-amerikanischer Stand-up-Comedian                                                                             |       |       |
| 18. Januar | Ruth Brinkmann                          | US-amerikanische Schauspielerin                                                                                 | 62    |       |
| 18. Januar | Otto Drengwitz                          | deutscher Bildhauer                                                                                             | 90    |       |
| 18. Januar | Jean Gravelle                           | kanadischer Eishockeyspieler                                                                                    | 69    |       |
| 18. Januar | Henry Hermansen                         | norwegischer Biathlet und Langläufer                                                                            | 75    |       |
| 18. Januar | Wilhelm Heß                             | deutscher Offizier                                                                                              | 89    |       |
| 18. Januar | Carl Klinkhammer                        | deutscher Geistlicher                                                                                           | 93    |       |
| 18. Januar | Paul Tsongas                            | US-amerikanischer Politiker                                                                                     | 55    |       |
| 18. Januar | Schalk Verhoef                          | niederländischer Radrennfahrer                                                                                  | 61    |       |
| 19. Januar | Bulcsu Bertha                           | ungarischer Schriftsteller                                                                                      | 61    |       |
| 19. Januar | Wilmut Borell                           | deutscher Schauspieler und Synchronsprecher                                                                     | 74    |       |
| 19. Januar | Adriana Caselotti                       | US-amerikanische Sängerin und Synchronsprecherin                                                                | 80    |       |
| 19. Januar | Robert Chapatte                         | französischer Radrennfahrer und Fernsehkommentator                                                              | 75    |       |
| 19. Januar | James Dickey                            | US-amerikanischer Lyriker und Schriftsteller                                                                    | 73    |       |
| 19. Januar | Holger Fransman                         | finnischer Hornist                                                                                              | 87    |       |
| 19. Januar | Ernst Knoll                             | deutscher Ringer                                                                                                | 56    |       |
| 19. Januar | Manfred Lichtenfeld                     | deutscher Schauspieler und Synchronsprecher                                                                     | 71    |       |
| 19. Januar | Robert-Joseph Mathen                    | belgischer Geistlicher, Bischof von Namur in Belgien                                                            | 80    |       |
| 19. Januar | Charles Nelson                          | US-amerikanischer Filmeditor                                                                                    | 95    |       |
| 19. Januar | Sabine Nitz-Spatz                       | deutsche Politikerin (SPD), MdA                                                                                 | 40    |       |
| 19. Januar | Rolf Sammet                             | deutscher Chemiker und Manager                                                                                  | 76    |       |
| 19. Januar | Raimund Zimpernik                       | österreichischer Widerstandskämpfer                                                                             | 73    |       |
| 20. Januar | Albín Brunovský                         | slowakischer Grafiker und Maler                                                                                 | 61    |       |
| 20. Januar | Ferdinand Erpenbeck                     | deutscher Politiker (CDU), MdB                                                                                  | 76    |       |
| 20. Januar | Hiram Keller                            | US-amerikanischer Bühnen- und Filmschauspieler                                                                  | 52    |       |
| 20. Januar | Walter Matthes                          | deutscher Prähistoriker                                                                                         | 95    |       |
| 21. Januar | Krikor Ayvazian                         | syrischer Geistlicher, Bischof von Kamichlié                                                                    | 84    |       |
| 21. Januar | Witold Benedyktowicz                    | polnischer methodistischer Hauptsuperintendent und Ökumeniker                                                   | 75    |       |
| 21. Januar | Marcello Danon                          | italienischer Filmproduzent und Drehbuchautor                                                                   | 76    |       |
| 21. Januar | Marion Freisler                         | deutsche Ehefrau von Roland Freisler                                                                            | 86    |       |
| 21. Januar | Hans Egon Holthusen                     | deutscher Autor                                                                                                 | 83    |       |
| 21. Januar | Irwin Levine                            | US-amerikanischer Komponist                                                                                     | 58    |       |
| 21. Januar | Louis Miehe-Renard                      | dänischer Schauspieler                                                                                          | 77    |       |
| 21. Januar | Tom Parker                              | niederländischer Musikmanager                                                                                   | 87    |       |
| 21. Januar | Polly Ann Young                         | US-amerikanische Schauspielerin                                                                                 | 88    |       |
| 22. Januar | Walter Blümel                           | deutscher Maler, Bildhauer und Dichter                                                                          | 75    |       |
| 22. Januar | Willy Hengl                             | österreichischer Maler und Fotograf                                                                             | 69    |       |
| 22. Januar | Ron Holden                              | US-amerikanischer R'n'B-Sänger und Fernsehmoderator                                                             | 57    |       |
| 22. Januar | Leonhard Jansen                         | deutschsprachiger Dichter und Schriftsteller                                                                    | 90    |       |
| 22. Januar | Ivor Kirchin                            | britischer Jazz- und Unterhaltungsmusiker                                                                       | 92    |       |
| 22. Januar | Dezső Lakatos                           | ungarischer Jazzmusiker                                                                                         | 52    |       |
| 22. Januar | Charles Levinson                        | kanadischer Autor und Gewerkschafter                                                                            |       |       |
| 22. Januar | Billy MacKenzie                         | schottischer Sänger                                                                                             | 39    |       |
| 22. Januar | Tresi Rudolph                           | deutsche Opernsängerin (Sopran), Schauspielerin und Gesangspädagogin                                            | 85    |       |
| 22. Januar | Willard Wheatley                        | britischer Politiker, Chief Minister der Britischen Jungferninseln                                              | 81    |       |
| 23. Januar | Richard Berry                           | US-amerikanischer Sänger und Songschreiber                                                                      | 61    |       |
| 23. Januar | Anatoli Alexejewitsch Dudorow           | sowjetischer Schauspieler und Filmregisseur                                                                     | 81    |       |
| 23. Januar | Paul Egli                               | Schweizer Radrennfahrer                                                                                         | 85    |       |
| 23. Januar | Paul G. Hahnemann                       | deutscher Manager, erster Vertriebsvorstand von BMW                                                             | 84    |       |
| 23. Januar | Alois Hudec                             | tschechischer Turner                                                                                            | 88    |       |
| 23. Januar | Ernst-Friedrich Pfeiffer                | deutscher Internist und Endokrinologe; Hochschullehrer in Ulm                                                   | 74    |       |
| 23. Januar | Hardy Rafn                              | dänischer Schauspieler                                                                                          | 66    |       |
| 23. Januar | Kurt Schönbohm                          | deutscher Gartenarchitekt, Leiter des Grünflächenamtes Köln (1951–1973)                                         | 89    |       |
| 23. Januar | Heinrich Vogel                          | deutscher Landwirt und Politiker (CSU), MdL Bayern                                                              | 84    |       |
| 24. Januar | Hermann Auer                            | deutscher Physiker                                                                                              | 94    |       |
| 24. Januar | Domenico Ceccarossi                     | italienischer Hornist                                                                                           | 86    |       |
| 24. Januar | Franz Krey                              | deutscher Arbeiterschriftsteller                                                                                | 93    |       |
| 24. Januar | Gaetana Tolomeo                         | italienische römisch-katholische Selige                                                                         | 60    |       |
| 24. Januar | Suzy Vernon                             | französische Schauspielerin                                                                                     | 95    |       |
| 25. Januar | Werner Aspenström                       | schwedischer Lyriker und Essayist                                                                               | 78    |       |
| 25. Januar | Dan Barry                               | US-amerikanischer Comiczeichner                                                                                 | 73    |       |
| 25. Januar | James Boyd                              | US-amerikanischer Boxer                                                                                         | 66    |       |
| 25. Januar | Carlrichard Brühl                       | deutscher Historiker                                                                                            | 71    |       |
| 25. Januar | José Luis Cabezas                       | argentinischer Fotograf und Reporter                                                                            | 35    |       |
| 25. Januar | Exuma                                   | bahamaischer Musiker                                                                                            | 54    |       |
| 25. Januar | Josef Nagler                            | österreichischer Politiker (FPÖ), Landtagsabgeordneter von Vorarlberg                                           | 74    |       |
| 25. Januar | Seldon Powell                           | US-amerikanischer Tenorsaxophonist und Flötist                                                                  | 68    |       |
| 25. Januar | Werner Schneider                        | deutscher Fußballspieler                                                                                        | 81    |       |
| 25. Januar | Elisabeth Rögner-Seeck                  | deutsche Malerin, Kinderbuchautorin und Kunsterzieherin                                                         | 93    |       |
| 25. Januar | Elizabeth Rudel Smith                   | US-amerikanische Regierungsbeamtin                                                                              | 85    |       |
| 26. Januar | Jeane Dixon                             | US-amerikanische Astrologin                                                                                     | 93    |       |
| 26. Januar | Shūhei Fujisawa                         | japanischer Schriftsteller                                                                                      | 69    |       |
| 26. Januar | László Halmos                           | ungarischer Komponist und Chorleiter                                                                            | 87    |       |
| 26. Januar | Karl Heimburg                           | deutsch-US-amerikanischer Raketen-Prüfstands-Pionier                                                            | 86    |       |
| 26. Januar | Margaret von Hessen und bei Rhein       | deutsche Funktionärin des Deutschen Roten Kreuzes                                                               | 83    |       |
| 26. Januar | Warwara Sergejewa                       | sowjetische bzw. lettische Chemikerin und Hochschullehrerin                                                     | 94    |       |
| 26. Januar | Laurence Stoddard                       | US-amerikanischer Ruderer                                                                                       | 93    |       |
| 26. Januar | Donald E. Stokes                        | US-amerikanischer Politologe und Wahlforscher                                                                   | 69    |       |
| 26. Januar | Mira Zimińska                           | polnische Schauspielerin, Sängerin und Theaterregisseurin                                                       | 95    |       |
| 27. Januar | Max König                               | Schweizer Diplomat                                                                                              |       |       |
| 27. Januar | Cecil Lewis                             | britischer Pilot und Schriftsteller                                                                             | 98    |       |
| 27. Januar | Alexander Grigorjewitsch Sarchi         | russischer Regisseur und Drehbuchautor                                                                          | 88    |       |
| 27. Januar | Werner Weinberg                         | US-amerikanischer Sprachwissenschaftler, Literaturwissenschaftler                                               | 81    |       |
| 28. Januar | Antônio Callado                         | brasilianischer Journalist, Dramatiker und Schriftsteller                                                       | 80    |       |
| 28. Januar | Josef Elter                             | österreichischer Priester, Bildhauer und Grafiker                                                               | 70    |       |
| 28. Januar | Mikel Koliqi                            | albanischer Kardinal der römisch-katholischen Kirche                                                            | 94    |       |
| 28. Januar | Louis Pauwels                           | französischer Journalist und Schriftsteller                                                                     | 76    |       |
| 28. Januar | Geoffrey Rippon, Baron Rippon of Hexham | britischer konservativer Politiker, Mitglied des House of Commons und Jurist                                    | 72    |       |
| 28. Januar | Edmond de Stoutz                        | Schweizer Dirigent                                                                                              | 76    |       |
| 28. Januar | Edith Wolff                             | deutsche Widerstandskämpferin gegen den Nationalsozialismus                                                     | 92    |       |
| 29. Januar | Antal Benda                             | ungarischer Feldhandballspieler                                                                                 | 86    |       |
| 29. Januar | Irma Blohm                              | deutsche Politikerin (CDU), MdHB, MdB                                                                           | 87    |       |
| 29. Januar | Peter Kaps                              | deutscher Politiker (CSU), MdL                                                                                  | 79    |       |
| 29. Januar | Ida Kohlmeyer                           | US-amerikanische Malerin und Bildhauerin                                                                        | 84    |       |
| 29. Januar | Kaj Narup                               | dänischer Kaufmann                                                                                              | 70    |       |
| 29. Januar | Jens Risgaard Knudsen                   | dänischer Gewerkschaftsfunktionär und Politiker (Socialdemokraterne)                                            | 71    |       |
| 29. Januar | Osvaldo Soriano                         | argentinischer Schriftsteller und Journalist                                                                    | 54    |       |
| 29. Januar | Teodomiro Leite de Vasconcelos          | mosambikanischer Schriftsteller und Journalist                                                                  | 52    |       |
| 30. Januar | Henry Bentinck, 11. Earl of Portland    | britischer Politiker und Peer                                                                                   | 77    |       |
| 30. Januar | Charles Hargens                         | US-amerikanischer Maler                                                                                         | 103   |       |
| 30. Januar | Ulrich Kiesow                           | deutscher Fantasy-Schriftsteller                                                                                | 47    |       |
| 30. Januar | András Kiss Nagy                        | ungarischer Bildhauer und Medailleur                                                                            | 66    |       |
| 30. Januar | Henryk Makowski                         | polnischer Paläontologe und Geologe                                                                             | 86    |       |
| 30. Januar | Peter Pechel                            | deutscher Journalist und Moderator                                                                              | 76    |       |
| 30. Januar | Edward Quinn                            | irischer Fotograf                                                                                               | 76    |       |
| 30. Januar | Karoline Scheimpflug                    | österreichisch-italienische Rennrodlerin                                                                        | 88    |       |
| 30. Januar | Gustav Stührk                           | deutscher Leichtathlet                                                                                          | 83    |       |
| 30. Januar | Frank Tejeda                            | US-amerikanischer Politiker                                                                                     | 51    |       |
| 31. Januar | Marie Bayerová                          | tschechische Philosophin und Übersetzerin deutschsprachiger Werke                                               | 75    |       |
| 31. Januar | Heiner Carow                            | deutscher Regisseur und Vizepräsident der Akademie der Künste der DDR                                           | 67    |       |
| 31. Januar | Ludwig Fahrnberger                      | österreichischer Politiker (ÖVP)                                                                                | 92    |       |
| 31. Januar | Georg von Gynz-Rekowski                 | deutscher Theologe und Heimatforscher                                                                           | 77    |       |
| 31. Januar | Ernst von Khuon                         | deutscher Journalist                                                                                            | 81    |       |
| 31. Januar | Örjan Martinsson                        | schwedischer Fußballspieler                                                                                     | 60    |       |
| 31. Januar | Zahir Pajaziti                          | jugoslawischer Kämpfer und Kommandeur der UÇK                                                                   | 34    |       |
| 31. Januar | John Joseph Scanlan                     | Bischof von Honolulu                                                                                            | 90    |       |
| Januar     | Ernesto Epstein                         | argentinischer Pianist, Musikwissenschaftler und -pädagoge                                                      | 86    |       |
| Januar     | Arist Rollier                           | Schweizer Politiker (FDP)                                                                                       | 77    |       |

## Februar
| Tag         | Name                              | Beruf, bekannt als                                                                                            | Alter | Beleg |
| ----------- | --------------------------------- | --- | ----- | ----- |
| 1. Februar  | Georg Ay                          | deutscher Politiker (NSDAP), MdR, MdL                                                                         | 96    |       |
| 1. Februar  | Mae Clouther                      | US-amerikanische Tischtennisspielerin                                                                         |       |       |
| 1. Februar  | Ed Danowski                       | US-amerikanischer American-Football-Spieler                                                                   | 85    |       |
| 1. Februar  | Arnost Kleinzeller                | tschechisch-US-amerikanischer Biochemiker und Physiologe                                                      | 82    |       |
| 1. Februar  | Kiki Kogelnik                     | österreichische Künstlerin                                                                                    | 62    |       |
| 1. Februar  | Gerald A. Leonards                | US-amerikanischer Bauingenieur für Geotechnik                                                                 | 75    |       |
| 1. Februar  | Viktor Pöschl                     | österreichisch-deutscher Altphilologe                                                                         | 87    |       |
| 1. Februar  | Hans-Joachim Rauch                | deutscher Psychiater, Neurologe und Hochschullehrer                                                           | 87    |       |
| 1. Februar  | Marjorie Reynolds                 | US-amerikanische Schauspielerin                                                                               | 79    |       |
| 2. Februar  | Raúl de Anda                      | mexikanischer Filmregisseur, Schauspieler, Drehbuchautor und Filmproduzent                                    | 88    |       |
| 2. Februar  | Erich Eliskases                   | österreichisch-argentinischer Schachmeister                                                                   | 83    |       |
| 2. Februar  | Helmut Lamprecht                  | deutscher Rundfunkredakteur und Lyriker                                                                       | 71    |       |
| 2. Februar  | Sanford Meisner                   | US-amerikanischer Schauspieler                                                                                | 91    |       |
| 2. Februar  | Martin Mußgnug                    | deutscher Politiker (NPD), MdL                                                                                | 60    |       |
| 2. Februar  | Qin Jiwei                         | chinesischer Politiker und General                                                                            | 82    |       |
| 2. Februar  | Hans Günter Rost                  | deutscher Konstrukteur                                                                                        | 92    |       |
| 2. Februar  | Raimundo Saporta                  | spanischer Sportfunktionär                                                                                    | 70    |       |
| 2. Februar  | Chico Science                     | brasilianischer Musiker                                                                                       | 30    |       |
| 2. Februar  | Theodoros Stamos                  | US-amerikanischer Maler griechischer Herkunft                                                                 | 74    |       |
| 3. Februar  | Alfons Bauer                      | deutscher Komponist volkstümlicher Musik und Zitherspieler                                                    | 76    |       |
| 3. Februar  | Werner Fleischhauer               | deutscher Kunsthistoriker                                                                                     | 94    |       |
| 3. Februar  | Felix Hoerburger                  | deutscher Lyriker, Schriftsteller und Buchillustrator                                                         | 80    |       |
| 3. Februar  | Bohumil Hrabal                    | tschechischer Schriftsteller                                                                                  | 82    |       |
| 3. Februar  | Agi Jambor                        | ungarisch-US-amerikanische Pianistin                                                                          | 87    |       |
| 3. Februar  | Josef Peck                        | österreichischer Politiker (SDAP), Landtagsabgeordneter im Burgenland, Abgeordneter zum Nationalrat           | 71    |       |
| 3. Februar  | Aristide Pirovano                 | italienischer Ordensgeistlicher, Generalsuperior des Päpstlichen Instituts für die auswärtigen Missionen      | 81    |       |
| 3. Februar  | Boris de Rachewiltz               | italienischer Ägyptologe                                                                                      | 70    |       |
| 3. Februar  | Johnny Rodríguez                  | puerto-ricanischer Sänger und Komponist                                                                       | 84    |       |
| 3. Februar  | Mario Zucchini                    | italienischer Eishockeyspieler                                                                                | 86    |       |
| 3. Februar  | Jörg Zumstein                     | Schweizer Generalstabschef                                                                                    | 74    |       |
| 4. Februar  | Henry Barschall                   | US-amerikanischer Physiker                                                                                    | 81    |       |
| 4. Februar  | Alberto Beltrán                   | dominikanischer Sänger                                                                                        | 72    |       |
| 4. Februar  | Robert Clouse                     | US-amerikanischer Filmregisseur, Drehbuchautor und Produzent                                                  | 68    |       |
| 4. Februar  | Ross Lee Finney                   | US-amerikanischer Komponist                                                                                   | 90    |       |
| 4. Februar  | Paul Kuën                         | deutscher Opernsänger (Charaktertenor)                                                                        | 86    |       |
| 4. Februar  | Cyrille Toumanoff                 | georgisch-russisch-US-amerikanischer Historiker und Experte für Kaukasien im Mittelalter                      | 83    |       |
| 5. Februar  | Roland Adolph                     | deutscher evangelischer Pfarrer                                                                               |       |       |
| 5. Februar  | Frederick Almgren                 | US-amerikanischer Mathematiker                                                                                | 63    |       |
| 5. Februar  | Robert Elem                       | US-amerikanischer Blues-Musiker                                                                               | 69    |       |
| 5. Februar  | Franz Furger                      | Schweizer Moraltheologe und Sozialethiker                                                                     | 61    |       |
| 5. Februar  | Pamela Harriman                   | US-amerikanische Diplomatin englischer Herkunft                                                               | 76    |       |
| 5. Februar  | Oren Harris                       | US-amerikanischer Jurist und Politiker                                                                        | 93    |       |
| 5. Februar  | René Huyghe                       | französischer Kunsthistoriker                                                                                 | 90    |       |
| 5. Februar  | Jürgen Neukirch                   | deutscher Mathematiker                                                                                        | 59    |       |
| 6. Februar  | Harry Essex                       | US-amerikanischer Drehbuchautor und Filmregisseur                                                             | 86    |       |
| 6. Februar  | Roger Laurent                     | belgischer Rennfahrer                                                                                         | 83    |       |
| 6. Februar  | Riza Lushta                       | albanischer Fußballspieler                                                                                    | 81    |       |
| 6. Februar  | Herbert Propst                    | österreichischer Schauspieler                                                                                 | 68    |       |
| 6. Februar  | Rolf Rodenstock                   | deutscher Ökonom und Unternehmer                                                                              | 79    |       |
| 7. Februar  | Owen Aspinall                     | US-amerikanischer Politiker                                                                                   | 69    |       |
| 7. Februar  | Sam DeCavalcante                  | US-amerikanischer Mobster                                                                                     | 84    |       |
| 7. Februar  | Clara Ebers                       | deutsche Opernsängerin (Sopran)                                                                               | 94    |       |
| 7. Februar  | Allan Edwall                      | schwedischer Schauspieler                                                                                     | 72    |       |
| 7. Februar  | Kurt Goldammer                    | deutscher Religionswissenschaftler und Paracelsus-Forscher                                                    | 81    |       |
| 7. Februar  | Daniil Borissowitsch Schafran     | russischer Cellist                                                                                            | 74    |       |
| 7. Februar  | Rösli Streiff                     | schweizerische Skirennfahrerin                                                                                | 96    |       |
| 7. Februar  | Mary Wills                        | US-amerikanische Kostümbildnerin                                                                              | 82    |       |
| 8. Februar  | Otto Aichbichler                  | österreichischer Autor                                                                                        | 88    |       |
| 8. Februar  | Frank Böttcher                    | deutscher Punk, Opfer eines rechtsextremen Übergriffes                                                        |       |       |
| 8. Februar  | Kjell T. Evers                    | norwegischer Kommunalfunktionär und Europarats-Politiker                                                      | 83    |       |
| 8. Februar  | Henry Fischer                     | deutscher Theologe                                                                                            | 68    |       |
| 8. Februar  | Werner Jung                       | Schweizer Berufsoffizier                                                                                      | 61    |       |
| 8. Februar  | Henry Margenau                    | deutsch-US-amerikanischer Physiker und Wissenschaftsphilosoph                                                 | 95    |       |
| 8. Februar  | Robert Ridgely                    | US-amerikanischer Schauspieler und Synchronsprecher                                                           | 65    |       |
| 8. Februar  | Carl Schröder                     | deutscher Puppenspieler, Puppengestalter und Regisseur                                                        | 92    |       |
| 8. Februar  | Kurt Skalnik                      | österreichischer Journalist und Sektionschef                                                                  | 71    |       |
| 8. Februar  | Alfred Wilke                      | deutscher Gewerkschafter (FDGB)                                                                               | 75    |       |
| 8. Februar  | Walter Wiora                      | deutscher Musikwissenschaftler und Hochschullehrer                                                            | 90    |       |
| 8. Februar  | Michail Sergejewitsch Woslenski   | russischer Historiker, Politikwissenschaftler und Hochschullehrer                                             | 76    |       |
| 8. Februar  | Walter Zipfel                     | deutscher Jurist, Richter am Bundesgerichtshof                                                                | 82    |       |
| 9. Februar  | Maria Anders                      | deutsche Historikerin                                                                                         | 70    |       |
| 9. Februar  | Karl Bäßler                       | deutscher Politiker (SPD)                                                                                     | 81    |       |
| 9. Februar  | Brian Connolly                    | schottischer Musiker                                                                                          | 51    |       |
| 09. Februar | Taylor Drysdale                   | US-amerikanischer Schwimmer                                                                                   | 83    |       |
| 9. Februar  | Mosche Se’ev Feldman              | israelischer Politiker und Rabbiner                                                                           | 66    |       |
| 9. Februar  | Fritz Graßhoff                    | deutscher Maler, Zeichner, Schriftsteller und Schlagertexter                                                  | 83    |       |
| 9. Februar  | Leni Junker                       | deutsche Leichtathletin                                                                                       | 91    |       |
| 9. Februar  | Jack Owens                        | US-amerikanischer Bluesmusiker                                                                                | 92    |       |
| 9. Februar  | Matthias Schmitt                  | deutscher Nationalökonom                                                                                      | 83    |       |
| 9. Februar  | Ludwig Soswinski                  | österreichischer Widerstandskämpfer, Jurist, Kommunist, KZ-Häftling und Politiker (KPÖ), Landtagsabgeordneter | 92    |       |
| 9. Februar  | Luis Velásquez                    | guatemaltekischer Langstreckenläufer                                                                          | 77    |       |
| 9. Februar  | Herbert Wöhlbier                  | deutscher Bergbaukundler                                                                                      | 94    |       |
| 10. Februar | Conrad M. Arensberg               | US-amerikanischer Anthropologe, Soziologe und Hochschullehrer                                                 | 86    |       |
| 10. Februar | Susanne Bach                      | deutsche Schriftstellerin und Buchhändlerin                                                                   | 88    |       |
| 10. Februar | Lou Bennett                       | US-amerikanischer Hammond-Orgel-Spieler                                                                       | 70    |       |
| 10. Februar | Robert Milton Cato                | vincentischer Politiker (SVLP), Regierungschef                                                                | 81    |       |
| 10. Februar | Amron Harry Katz                  | US-amerikanischer Physiker und Luftaufklärungsspezialist                                                      | 81    |       |
| 10. Februar | Jerome Namias                     | US-amerikanischer Meteorologe                                                                                 | 86    |       |
| 10. Februar | Friedrich-Wilhelm Raasch          | deutscher Politiker (CDU), MdL                                                                                | 58    |       |
| 10. Februar | Heinz Werner                      | deutscher Bibliothekar                                                                                        | 76    |       |
| 11. Februar | Bob Welborn                       | US-amerikanischer NASCAR-Rennfahrer                                                                           | 68    |       |
| 12. Februar | James Cossins                     | britischer Schauspieler                                                                                       | 63    |       |
| 12. Februar | Wilhelm Theodor Elwert            | deutscher Romanist, Literaturwissenschaftler und Sprachwissenschaftler                                        | 90    |       |
| 12. Februar | Ilse Jonas                        | deutsche evangelische Pastorin                                                                                | 96    |       |
| 12. Februar | Albert Lörcher                    | deutsche Widerstandskämpfer, Gewerkschafter und Buchhändler                                                   | 83    |       |
| 12. Februar | Margarita Pazi                    | israelische Literaturwissenschaftlerin und Hochschullehrerin                                                  | 76    |       |
| 13. Februar | Carl Appel                        | österreichischer Architekt                                                                                    | 85    |       |
| 13. Februar | John Ries Bartels                 | US-amerikanischer Jurist                                                                                      | 99    |       |
| 13. Februar | Otto Beckmann                     | österreichischer Bildhauer und ein Pionier der Medien- und Computerkunst                                      | 88    |       |
| 13. Februar | Thies Christophersen              | deutscher Landwirt, Publizist, Verleger und Holocaustleugner                                                  | 79    |       |
| 13. Februar | Robert Herman                     | US-amerikanischer Physiker und Kosmologe                                                                      | 82    |       |
| 13. Februar | Adolfo Jenni                      | Schweizer Schriftsteller und Literaturhistoriker                                                              | 85    |       |
| 13. Februar | Don Jordan                        | US-amerikanischer Boxer im Weltergewicht                                                                      | 62    |       |
| 13. Februar | Mark Alexandrowitsch Krasnoselski | russischer Mathematiker                                                                                       | 76    |       |
| 13. Februar | Werner Weinmann                   | deutscher Politiker (SPD), MdL                                                                                | 61    |       |
| 13. Februar | Elisabeth Zipperlen               | deutsche Heimatforscherin, Heimatkundlerin und Archivarin                                                     | 92    |       |
| 14. Februar | Werner Gebhard                    | deutscher Beamter, Gewerkschafter und Senator (Bayern)                                                        | 75    |       |
| 14. Februar | Karl Jahnke                       | deutscher Internist und Diabetologe                                                                           | 77    |       |
| 14. Februar | Charles Moffett senior            | US-amerikanischer Jazz-Schlagzeuger                                                                           | 67    |       |
| 14. Februar | William L. Scott                  | US-amerikanischer Politiker (Republikanische Partei)                                                          | 81    |       |
| 15. Februar | Arne Berg                         | schwedischer Radrennfahrer                                                                                    | 87    |       |
| 15. Februar | Rudolf Desch                      | deutscher Komponist                                                                                           | 85    |       |
| 15. Februar | Philip Hershkovitz                | US-amerikanischer Mammaloge                                                                                   | 87    |       |
| 15. Februar | Anatoli Grigorjewitsch Jegorow    | russischer Philosoph                                                                                          | 76    |       |
| 15. Februar | Alfred Priebe                     | deutscher Bildhauer                                                                                           | 91    |       |
| 15. Februar | Georg Söll                        | deutscher katholischer Ordensgeistlicher                                                                      | 83    |       |
| 15. Februar | Christian Waldner                 | italienischer Politiker (Südtirol)                                                                            | 37    |       |
| 16. Februar | Bozorg Alavi                      | iranischer Schriftsteller und Literaturwissenschaftler                                                        | 93    |       |
| 16. Februar | Leon Bankoff                      | US-amerikanischer Zahnarzt und Mathematiker                                                                   | 88    |       |
| 16. Februar | Erni Deutsch-Einöder              | pfälzische Autorin                                                                                            | 79    |       |
| 16. Februar | Fritz Habeck                      | österreichischer Erzähler, Dramatiker, Jugendbuchautor, Übersetzer, Theaterdirektor, Lektor und Jurist        | 80    |       |
| 16. Februar | H. Peter Kahn                     | US-amerikanischer Maler, Zeichner, Kalligraph, Kulturphilosoph und Hochschullehrer                            | 75    |       |
| 16. Februar | Colin Smith                       | englischer Hispanist und Lexikograph                                                                          | 69    |       |
| 16. Februar | Chien-Shiung Wu                   | chinesisch-US-amerikanische Physikerin                                                                        | 84    |       |
| 17. Februar | Amha Selassie I.                  | äthiopischer Adeliger, Kronprinz von Äthiopien                                                                | 80    |       |
| 17. Februar | Spartaco Bandinelli               | italienischer Boxer                                                                                           | 75    |       |
| 17. Februar | Werner Beyer                      | deutscher Posaunist der Staatskapelle Dresden                                                                 | 76    |       |
| 17. Februar | Kenny Graham                      | britischer Jazzmusiker                                                                                        | 72    |       |
| 17. Februar | Elsbeth Gysi                      | Schweizer Grafikerin, Illustratorin, Zeichnerin, Malerin und Glasmalerin                                      | 73    |       |
| 17. Februar | Werner Hoffmann                   | deutscher Fotograf                                                                                            | 70    |       |
| 17. Februar | Bärbel Inhelder                   | Schweizer Entwicklungspsychologin                                                                             | 83    |       |
| 17. Februar | Stephan Müller                    | Schweizer Geophysiker und Hochschullehrer                                                                     | 66    |       |
| 17. Februar | Georges Nomarski                  | polnisch-französischer Physiker                                                                               | 78    |       |
| 17. Februar | Stan Pearson                      | englischer Fußballspieler und -trainer                                                                        | 78    |       |
| 17. Februar | Darcy Ribeiro                     | brasilianischer Ethnologe, Kulturtheoretiker, Politiker, Pädagoge und Schriftsteller                          | 74    |       |
| 17. Februar | Georg Lindenskov Samuelsen        | färöischer Journalist und Zeitungsredakteur                                                                   | 87    |       |
| 18. Februar | Hellmut Brunner                   | deutscher Ägyptologe                                                                                          | 83    |       |
| 18. Februar | Gerd Domhardt                     | deutscher Komponist                                                                                           | 51    |       |
| 18. Februar | Emily Hahn                        | US-amerikanische Journalistin und Autorin                                                                     | 92    |       |
| 18. Februar | Pantelej Sarew                    | bulgarischer Literaturwissenschaftler                                                                         | 85    |       |
| 19. Februar | Oswald Andrae                     | plattdeutscher Schriftsteller                                                                                 | 70    |       |
| 19. Februar | Jarmil Burghauser                 | tschechischer Komponist, Dirigent und Musikwissenschaftler                                                    | 75    |       |
| 19. Februar | Deng Xiaoping                     | chinesischer Politiker                                                                                        | 92    |       |
| 19. Februar | Buddy Edelen                      | US-amerikanischer Marathonläufer                                                                              | 59    |       |
| 19. Februar | António Gedeão                    | portugiesischer Wissenschaftler, Historiker und Schriftsteller                                                | 90    |       |
| 19. Februar | Lois Marshall                     | kanadische Sängerin und Gesangspädagogin                                                                      | 72    |       |
| 19. Februar | Haniya Yutaka                     | japanischer Schriftsteller                                                                                    | 87    |       |
| 19. Februar | Dieter Hasselblatt                | deutscher Autor von Hörspielen, Romanen und Sachbüchern, Rundfunkredakteur und Hörspielregisseur              | 71    |       |
| 19. Februar | Karin Magnussen                   | deutsche Biologin, Lehrerin und Nationalsozialistin                                                           | 89    |       |
| 19. Februar | Lois Marshall                     | kanadische Sängerin und Gesangspädagogin                                                                      | 72    |       |
| 19. Februar | Alfredo Enrique Peralta Azurdia   | guatemaltekischer Präsident                                                                                   | 88    |       |
| 19. Februar | Leo Rosten                        | US-amerikanischer Schriftsteller und Humorist                                                                 | 88    |       |
| 20. Februar | Afonsinho                         | brasilianischer Fußballspieler                                                                                | 82    |       |
| 20. Februar | Zachary Breaux                    | US-amerikanischer Jazz-Gitarrist                                                                              | 36    |       |
| 20. Februar | Pierre Gascar                     | französischer Schriftsteller und Journalist                                                                   | 80    |       |
| 20. Februar | Hanna Hager                       | österreichische Politikerin (SPÖ), Landtagsabgeordnete, Abgeordnete zum Nationalrat                           | 80    |       |
| 20. Februar | Harry Kramer                      | deutscher Künstler                                                                                            | 72    |       |
| 20. Februar | Ludwig Schödl                     | deutscher Esperantist                                                                                         | 87    |       |
| 21. Februar | Hans Bambey                       | deutscher General                                                                                             | 82    |       |
| 21. Februar | Ernst Großmann                    | deutscher Landwirt und Politiker (SED)                                                                        | 85    |       |
| 21. Februar | Werner Hörnemann                  | deutscher Kinder- und Jugendbuchautor; Verleger                                                               | 76    |       |
| 21. Februar | Josef Posipal                     | deutscher Fußballspieler                                                                                      | 69    |       |
| 21. Februar | Katrin Seebacher                  | deutsche Schriftstellerin                                                                                     |       |       |
| 21. Februar | Walter Sorell                     | österreichisch-US-amerikanischer Tanzkritiker, Essayist und Übersetzer                                        | 91    |       |
| 21. Februar | Simon Tonyé                       | kamerunischer römisch-katholischer Geistlicher, Erzbischof von Douala                                         | 74    |       |
| 21. Februar | Helmut Vogel                      | deutscher Physiker                                                                                            |       |       |
| 22. Februar | Joseph Aiuppa                     | italienisch-US-amerikanischer Mobster                                                                         | 89    |       |
| 22. Februar | Eberhardt del’Antonio             | deutscher Ingenieur und Science-Fiction-Schriftsteller                                                        | 70    |       |
| 22. Februar | Max Bansbach                      | deutscher Wirtschaftsprüfer und Steuerberater                                                                 | 98    |       |
| 22. Februar | Fritz Eschmann                    | deutscher Politiker (SPD), MdB                                                                                | 87    |       |
| 22. Februar | Hanuš Ettl                        | tschechischer Botaniker und Phykologe                                                                         | 65    |       |
| 22. Februar | William Karush                    | US-amerikanischer Mathematiker                                                                                | 79    |       |
| 23. Februar | Kurt Bachmann                     | deutscher DKP-Vorsitzender und Widerstandskämpfer                                                             | 87    |       |
| 23. Februar | Abdelkader Ben Bouali             | algerisch-französischer Fußballspieler                                                                        | 84    |       |
| 23. Februar | Ephraim P. Holmes                 | US-amerikanischer Marineoffizier                                                                              | 88    |       |
| 23. Februar | Frank Launder                     | britischer Drehbuchautor, Filmregisseur und Filmproduzent                                                     | 91    |       |
| 23. Februar | Olivier Masson                    | französischer Gräzist und Linguist                                                                            | 74    |       |
| 23. Februar | Jack Slater                       | australischer Politiker (South Australia)                                                                     | 69    |       |
| 23. Februar | Tony Williams                     | US-amerikanischer Jazz-Schlagzeuger                                                                           | 51    |       |
| 24. Februar | Ester de Abreu                    | portugiesische Sängerin                                                                                       | 75    |       |
| 24. Februar | Astrid Fagraeus                   | schwedische Immunologin                                                                                       | 83    |       |
| 24. Februar | Nils-Olof Franzén                 | schwedischer Autor                                                                                            | 80    |       |
| 24. Februar | Wolfgang Fuchs                    | deutsch-US-amerikanischer Mathematiker                                                                        | 81    |       |
| 24. Februar | Otto H. Hess                      | deutscher Verleger                                                                                            | 85    |       |
| 24. Februar | Franz Josef Jeger                 | Schweizer Politiker (CVP)                                                                                     | 87    |       |
| 24. Februar | Raymond Lambert                   | Schweizer Bergsteiger                                                                                         | 82    |       |
| 24. Februar | Oscar de Oliveira                 | brasilianischer Geistlicher, römisch-katholischer Erzbischof von Mariana                                      | 85    |       |
| 25. Februar | Bill Allen                        | US-amerikanischer Radio-Discjockey                                                                            | 74    |       |
| 25. Februar | Louis Auslander                   | US-amerikanischer Mathematiker                                                                                | 68    |       |
| 25. Februar | Veljko Babić                      | jugoslawischer Priester der Serbisch-Orthodoxen Kirche und ein Opfer des Nationalsozialismus                  | 86    |       |
| 25. Februar | Karl Krüger                       | deutscher Lehrer und Geschichtsdidaktiker                                                                     | 89    |       |
| 25. Februar | Herbert Petzold                   | deutscher Pomologe und Autor von Fachbüchern                                                                  | 86    |       |
| 25. Februar | Andreas Pilger                    | deutscher Geologe                                                                                             | 86    |       |
| 25. Februar | Ugo Poletti                       | italienischer Geistlicher, Kardinal der römisch-katholischen Kirche und Erzbischof von Spoleto                | 82    |       |
| 25. Februar | Eber da Rosa Viñoles              | uruguayischer Rechtsanwalt und Politiker                                                                      | 47    |       |
| 25. Februar | Romualdas Sikorskis               | litauischer Politiker, Mitglied des Seimas und Finanzminister                                                 | 70    |       |
| 25. Februar | Andrei Donatowitsch Sinjawski     | russischer Schriftsteller                                                                                     | 71    |       |
| 25. Februar | Danielle de St. Jorre             | seychellische Politikerin                                                                                     | 55    |       |
| 25. Februar | Wilhelm Stöck                     | deutscher Journalist und Nachrichtensprecher                                                                  | 75    |       |
| 26. Februar | Giuseppe Bertone                  | italienischer Automobildesigner und -konstrukteur                                                             | 82    |       |
| 26. Februar | David Doyle                       | US-amerikanischer Schauspieler                                                                                | 67    |       |
| 26. Februar | Klaus Flesche                     | deutscher Architekt und Industrie-Designer                                                                    | 79    |       |
| 26. Februar | Dietmar Gottschall                | deutscher Journalist und Fotograf                                                                             | 58    |       |
| 26. Februar | Kat Kampmann                      | deutsche Malerin                                                                                              | 88    |       |
| 26. Februar | Ove Kant                          | schwedischer Regisseur, Drehbuchautor und Schauspieler                                                        | 67    |       |
| 26. Februar | Joseph A. LeFante                 | US-amerikanischer Politiker                                                                                   | 68    |       |
| 26. Februar | Walter Queißner                   | deutscher Leichtathlet und Sportfunktionär                                                                    | 75    |       |
| 26. Februar | Ingrid Stenn                      | deutsche Schauspielerin und Hörspielsprecherin                                                                | 64    |       |
| 26. Februar | Emil Stöhr                        | österreichischer Schauspieler und Regisseur                                                                   | 89    |       |
| 26. Februar | Hamish Stothard                   | britischer Mittelstreckenläufer                                                                               | 83    |       |
| 26. Februar | Wende Wagner                      | US-amerikanische Schauspielerin                                                                               | 55    |       |
| 27. Februar | Karl Anders                       | deutscher Politiker (KPD, SPD), Journalist und Verleger                                                       | 90    |       |
| 27. Februar | Stephan Dakon                     | österreichischer Bildhauer und Keramiker                                                                      | 92    |       |
| 27. Februar | Kingsley Davis                    | US-amerikanischer Soziologe                                                                                   | 88    |       |
| 27. Februar | Vic Gentils                       | belgischer Bildhauer                                                                                          | 77    |       |
| 27. Februar | Mieczysław Jagielski              | polnischer Politiker                                                                                          | 73    |       |
| 27. Februar | Matthias Kunkler                  | deutscher Maler                                                                                               | 39    |       |
| 27. Februar | Erich Lammert                     | deutscher Volkskundler, Heimatforscher und Arzt                                                               | 84    |       |
| 27. Februar | Günther Müller                    | deutscher Historiker und Politiker (SPD, CSU), MdB, MdEP                                                      | 62    |       |
| 27. Februar | Felicitas von Reznicek            | deutsche Schriftstellerin und Alpinistin                                                                      | 93    |       |
| 28. Februar | Osvaldo Bailo                     | italienischer Radrennfahrer                                                                                   | 84    |       |
| 28. Februar | Kurt Blanke                       | deutscher Jurist, Richter und Kommunalpolitiker (DP, CDU), Oberbürgermeister von Celle (1964–1973)            | 96    |       |
| 28. Februar | Charles E. Dederich               | US-amerikanischer Gründer von Synanon, einer Selbsthilfeorganisation für drogenabhängige Menschen             | 83    |       |
| 28. Februar | Hermann Eyer                      | deutscher Hygieniker, Mikrobiologe und Hochschullehrer                                                        | 90    |       |
| 28. Februar | Arthur Machado                    | brasilianischer Fußballspieler                                                                                | 88    |       |
| 28. Februar | José Ruíz Matos                   | puerto-ricanischer Boxer                                                                                      | 30    |       |
| Februar     | Karl Bachler                      | deutscher Schriftsteller, Journalist und Chefredakteur                                                        | 91    |       |
| Februar     | Willi Strobl                      | sudetendeutscher Fußballspieler                                                                               | 82    |       |

## März
| Tag      | Name                              | Beruf, bekannt als                                                                                       | Alter | Beleg |
| -------- | --------------------------------- | --- | ----- | ----- |
| 1. März  | Heinz Abosch                      | deutscher Schriftsteller und Journalist                                                                  | 79    |       |
| 1. März  | Alfons Beil                       | deutscher katholischer Priester und Autor                                                                | 100   |       |
| 1. März  | Stanislaus Joseph Brzana          | US-amerikanischer Geistlicher, Bischof von Ogdensburg                                                    | 79    |       |
| 1. März  | Giorgio Costantini                | italienischer Schauspieler                                                                               | 85    |       |
| 1. März  | Anneliese Hager                   | deutsche Künstlerin des Surrealismus                                                                     | 93    |       |
| 1. März  | Hans Robert Jauß                  | deutscher Literaturwissenschaftler und Romanist                                                          | 75    |       |
| 1. März  | Antonie Lehr                      | österreichische Widerstandskämpferin, KPÖ-Funktionärin und Journalistin                                  | 89    |       |
| 1. März  | Juri Dmitrijewitsch Prokoschkin   | russischer Elementarteilchenphysiker und Hochschullehrer                                                 | 67    |       |
| 2. März  | Amleto Frignani                   | italienischer Fußballspieler                                                                             | 64    |       |
| 2. März  | Grete Heublein                    | deutsche Leichtathletin und Olympiateilnehmerin                                                          | 89    |       |
| 02. März | Daniel Joubert                    | südafrikanischer Leichtathlet                                                                            | 88    |       |
| 2. März  | Walter Leinweber                  | deutscher Eishockeytorwart                                                                               | 89    |       |
| 2. März  | J. Carson Mark                    | US-amerikanischer Mathematiker und Physiker kanadischer Abstammung                                       | 83    |       |
| 2. März  | Goetz Schrader                    | deutscher Pionier der Fotokameratechnik                                                                  | 88    |       |
| 2. März  | Martin Smith                      | englischer Schlagzeuger                                                                                  | 50    |       |
| 3. März  | Jascha Brodsky                    | lettisch-US-amerikanischer Geigenlehrer                                                                  | 89    |       |
| 3. März  | Aldo Capasso                      | italienischer Dichter und Literaturkritiker, Romanist und Italianist                                     | 87    |       |
| 3. März  | Eric Edwards, Baron Chelmer       | britischer Politiker und Offizier                                                                        | 82    |       |
| 3. März  | Mulumba Lukoji                    | kongolesischer Politiker, Premierminister der Demokratischen Republik Kongo                              | 53    |       |
| 3. März  | William Edward McManus            | US-amerikanischer Geistlicher, römisch-katholischer Bischof von Fort Wayne-South Bend                    | 83    |       |
| 3. März  | Hermann Mölbert                   | deutscher Agrarökonom, Landarbeitswissenschaftler und Bautechnologe                                      | 80    |       |
| 3. März  | Paul Narwal                       | deutscher Schriftsteller                                                                                 | 58    |       |
| 3. März  | József Simándy                    | ungarischer Opernsänger (Tenor)                                                                          | 80    |       |
| 3. März  | Erik Waaler                       | norwegischer Mediziner, einer der Entdecker des Rheumafaktors (RF)                                       | 94    |       |
| 4. März  | Roger Brown                       | US-amerikanischer Basketballspieler                                                                      | 54    |       |
| 4. März  | Robert Henry Dicke                | US-amerikanischer Physiker und Astrophysiker                                                             | 80    |       |
| 4. März  | Gerhard Fietz                     | deutscher Maler                                                                                          | 86    |       |
| 4. März  | Matthias Hoeren                   | deutscher Politiker (CDU)                                                                                | 81    |       |
| 4. März  | Hans Hofer                        | Schweizer Politiker (FDP)                                                                                | 83    |       |
| 4. März  | Edward Klabiński                  | französischer Radrennfahrer                                                                              | 76    |       |
| 4. März  | Carey Loftin                      | US-amerikanischer Stuntman                                                                               | 83    |       |
| 4. März  | Wilhelm Paasche                   | deutscher Politiker (GB/BHE), Landrat des Kreises Stormarn                                               | 84    |       |
| 4. März  | Paul Préboist                     | französischer Schauspieler                                                                               | 70    |       |
| 4. März  | Henning Rasmussen                 | dänischer Politiker (Socialdemokraterne)                                                                 | 70    |       |
| 5. März  | Josef Ackermann                   | deutscher Kaufmann, SA-Führer, Politiker (NSDAP), MdR                                                    | 91    |       |
| 5. März  | Ruth Bachrodt                     | deutsche Weinkönigin                                                                                     | 83    |       |
| 5. März  | Ralph Bass                        | US-amerikanischer R&B-Produzent                                                                          | 85    |       |
| 5. März  | Jean Dréville                     | französischer Filmregisseur und Drehbuchautor                                                            | 90    |       |
| 6. März  | Johann Fraissl                    | österreichischer Politiker (ÖVP), Landtagsabgeordneter                                                   | 86    |       |
| 6. März  | Gottfried Hertzka                 | österreichischer Arzt, Begründer der Hildegard-Medizin                                                   | 83    |       |
| 6. März  | Cheddi Jagan                      | guyanischer Politiker                                                                                    | 78    |       |
| 6. März  | Karl Hermann Kraus                | deutscher Maler, Grafiker und Objektkünstler                                                             | 55    |       |
| 6. März  | Michael Manley                    | jamaikanischer Politiker                                                                                 | 72    |       |
| 6. März  | Marian Michalik                   | polnischer Maler                                                                                         | 49    |       |
| 6. März  | Kurt Schuster                     | deutscher Maler und Grafiker                                                                             | 90    |       |
| 7. März  | José Lafayette Ferreira Álvares   | römisch-katholischer Geistlicher und Bischof von Bragança Paulista                                       | 93    |       |
| 7. März  | Martin Kippenberger               | deutscher Maler und Installationskünstler                                                                | 44    |       |
| 7. März  | Alfred Nieman                     | britischer Pianist und Komponist                                                                         |       |       |
| 7. März  | Agnieszka Osiecka                 | polnische Schriftstellerin, Dichterin und Songtexterin                                                   | 60    |       |
| 7. März  | Edward Mills Purcell              | US-amerikanischer Physiker                                                                               | 84    |       |
| 7. März  | Kim Yale                          | US-amerikanische Comicautorin und Verlagsredakteurin                                                     | 43    |       |
| 8. März  | Masuo Ikeda                       | japanischer Grafiker, daneben auch Illustrator, Bildhauer, Töpfer, Filmemacher und Schriftsteller        | 63    |       |
| 8. März  | Alexander Salkind                 | russisch-mexikanischer Filmproduzent                                                                     | 75    |       |
| 9. März  | Jean-Dominique Bauby              | französischer Journalist, Autor und Chefredakteur des Magazins Elle                                      | 44    |       |
| 9. März  | Werner Fend                       | österreichischer Lehrer, Jäger, Fotograf, Tierfilmer und Autor                                           | 70    |       |
| 9. März  | Vera Ferra-Mikura                 | österreichische Kinder- und Jugendbuchautorin                                                            | 74    |       |
| 9. März  | Ingeborg Kelch-Nolde              | deutsche Bibliothekarin, Kunsthistorikerin und Journalistin                                              | 82    |       |
| 9. März  | Herbert Kopietz                   | deutscher Journalist und Chefredakteur                                                                   | 80    |       |
| 9. März  | Robert B. Leighton                | US-amerikanischer Experimentalphysiker und Astronom                                                      | 77    |       |
| 9. März  | John S. McKiernan                 | US-amerikanischer Politiker                                                                              | 85    |       |
| 9. März  | Bezawada Gopala Reddy             | indischer Politiker                                                                                      | 89    |       |
| 09. März | Bets ter Horst                    | niederländische Leichtathletin                                                                           | 89    |       |
| 9. März  | The Notorious B.I.G.              | US-amerikanischer Rapper                                                                                 | 24    |       |
| 9. März  | Cicely Veronica Wedgwood          | englische Historikerin                                                                                   | 86    |       |
| 10. März | Lars Ahlin                        | schwedischer Schriftsteller                                                                              | 81    |       |
| 10. März | Kurt Arndt                        | deutscher Politiker (SPD), MdA                                                                           | 88    |       |
| 10. März | LaVern Baker                      | US-amerikanische Rhythm-and-Blues-Sängerin                                                               | 67    |       |
| 10. März | Raymond Bass                      | US-amerikanischer Turner und Rear Admiral                                                                | 87    |       |
| 10. März | Heinrich Behrens                  | deutscher Tierarzt                                                                                       | 76    |       |
| 10. März | Stan Drake                        | US-amerikanischer Comiczeichner und Illustrator                                                          | 75    |       |
| 10. März | Paul Kieras                       | deutscher Beamter, Oberkreisdirektor des Siegkreises und des daraus entstandenen Rhein-Sieg-Kreises      | 78    |       |
| 10. März | Wesley Ramey                      | US-amerikanischer Boxer                                                                                  | 87    |       |
| 10. März | Richard Rensch                    | deutscher Orgelbauer                                                                                     | 74    |       |
| 10. März | Francesco Spadafora               | italienischer Priester, Bibelwissenschaftler, Exeget und Schriftsteller                                  | 84    |       |
| 10. März | Wolfgang Stock                    | deutscher, mit der Schwäbischen Alb verbundener Bildhauer, Holzschnitzer, Maler und Zeichner, sowie Arzt | 84    |       |
| 10. März | Johannes Theodor Suhr             | dänischer Geistlicher, katholischer Bischof von Kopenhagen                                               | 101   |       |
| 10. März | Waltraud Wietbrock                | deutsche Politikerin (FDP), MdL                                                                          | 68    |       |
| 11. März | Robert Browning                   | britischer Byzantinist                                                                                   | 83    |       |
| 11. März | Hugh Lawson                       | US-amerikanischer Jazzpianist des Modern Jazz                                                            | 61    |       |
| 11. März | Toni Treutler                     | deutsche Schauspielerin                                                                                  | 92    |       |
| 11. März | Hugo Weisgall                     | US-amerikanischer Komponist und Dirigent                                                                 | 84    |       |
| 12. März | Hendrik Brugmans                  | niederländischer Romanist und Politiker                                                                  | 90    |       |
| 12. März | Angelo Ferrario                   | italienischer Sprinter                                                                                   | 89    |       |
| 12. März | Bertram Myron Gross               | US-amerikanischer Soziologe                                                                              | ~84   |       |
| 12. März | William Hare, 5. Earl of Listowel | britischer Politiker                                                                                     | 90    |       |
| 12. März | Holger Pukk                       | estnischer Jugendbuchautor                                                                               | 76    |       |
| 12. März | Ellen Schmidt                     | deutsche Szenenbildnerin                                                                                 | 74    |       |
| 12. März | Hans Schröder                     | deutscher Chirurg und Urologe, Hochschullehrer in Jena                                                   |       |       |
| 13. März | Ernst Biedermann                  | Schweizer Parteiführer (Nationale Front)                                                                 | 95    |       |
| 13. März | Ronald Fraser                     | britischer Schauspieler                                                                                  | 66    |       |
| 13. März | Günter von Nordenskjöld           | deutscher Agrarwissenschaftler und Politiker (CDU), MdB                                                  | 87    |       |
| 13. März | Karel Pecka                       | tschechischer Schriftsteller und Dissident                                                               | 68    |       |
| 13. März | Otto Sepke                        | deutscher Widerstandskämpfer gegen den Nationalsozialismus, Politiker (SED), MdV                         | 86    |       |
| 13. März | Heinz Stoob                       | deutscher Historiker                                                                                     | 77    |       |
| 13. März | Charles-André Vaucher             | Schweizer Ornithologe, Naturfotograf, Naturschützer und Sachbuchautor                                    | 81    |       |
| 14. März | Jurek Becker                      | deutscher Schriftsteller                                                                                 | 59    |       |
| 14. März | Joseph Fuchs                      | US-amerikanischer Geiger und Musikpädagoge                                                               | 97    |       |
| 14. März | Helma Notte                       | deutsche Leichtathletin                                                                                  | 85    |       |
| 14. März | Ivan Romanoff                     | kanadischer Dirigent, Geiger, Arrangeur und Komponist                                                    | 83    |       |
| 14. März | Fred Zinnemann                    | österreichisch-US-amerikanischer Filmregisseur                                                           | 89    |       |
| 15. März | Boediardjo                        | indonesischer Gneeralleutnant, Minister und Botschafter                                                  | 75    |       |
| 15. März | Hans Fräbel                       | deutscher Motorradrennfahrer                                                                             | 72    |       |
| 15. März | Kåre Holt                         | norwegischer Autor                                                                                       | 80    |       |
| 15. März | Heinz Lüdemann                    | deutscher Geograph                                                                                       | 68    |       |
| 15. März | Victor Vasarely                   | französischer Maler und Grafiker                                                                         | 90    |       |
| 16. März | Elisabeth Alschner                | deutsche Arbeiterin, Gewerkschafterin und Kommunalpolitikerin                                            | 67    |       |
| 16. März | Joan Babot                        | spanischer Fußballspieler                                                                                | 78    |       |
| 16. März | Leda Gloria                       | italienische Schauspielerin                                                                              | 88    |       |
| 16. März | Harry Holgate                     | australischer Politiker                                                                                  | 63    |       |
| 16. März | Kustaa Aadolf Inkeri              | finnischer Mathematiker und Astronom                                                                     | 88    |       |
| 16. März | Albert Lax                        | deutscher Pädagoge und Regionalpolitiker                                                                 | 86    |       |
| 16. März | John Montague Stow                | barbadischer Politiker                                                                                   |       |       |
| 16. März | John White                        | US-amerikanischer Ruderer                                                                                | 80    |       |
| 17. März | Joe Heydecker                     | deutscher Fotograf, Journalist und Autor                                                                 | 81    |       |
| 17. März | Hans Hutter                       | deutscher Verwaltungsjurist und Kommunalpolitiker (CSU)                                                  | 82    |       |
| 17. März | Gottlieb Loertscher               | Schweizer Denkmalpfleger und Sachbuchautor                                                               | 82    |       |
| 17. März | Fritz Moravec                     | österreichischer Alpinist                                                                                | 74    |       |
| 17. März | Ferenc Sipos                      | ungarischer Fußballspieler und Fußballtrainer                                                            | 64    |       |
| 17. März | Jermaine Stewart                  | US-amerikanischer Sänger                                                                                 | 39    |       |
| 18. März | Theodor Bücher                    | deutscher Biochemiker                                                                                    | 83    |       |
| 18. März | Wilbur Richard Knorr              | US-amerikanischer Mathematikhistoriker                                                                   | 51    |       |
| 18. März | Wladimir Lindenberg               | russisch-deutscher Neurologe, Psychiater und Autor                                                       | 94    |       |
| 18. März | Bruno Müller-Linow                | deutscher Maler und Graphiker                                                                            | 87    |       |
| 18. März | Ilse Schwidetzky                  | deutsche Anthropologin und Hochschullehrerin                                                             | 89    |       |
| 18. März | Hermann Stumpf                    | deutscher Jurist                                                                                         | 84    |       |
| 18. März | Valev Uibopuu                     | estnischer Journalist, Gelehrter und Schriftsteller                                                      | 83    |       |
| 19. März | Jacques Foccart                   | französischer Politiker                                                                                  | 83    |       |
| 19. März | Eugène Guillevic                  | französischer Schriftsteller                                                                             | 89    |       |
| 19. März | Willem de Kooning                 | US-amerikanischer Maler niederländischer Herkunft                                                        | 92    |       |
| 19. März | Josef Stechele                    | deutscher Politiker (SPD), MdL Bayern                                                                    | 67    |       |
| 19. März | Mac Van Valkenburg                | US-amerikanischer Elektroingenieur                                                                       | 75    |       |
| 20. März | Carlo Fassi                       | italienischer Eiskunstläufer und Trainer                                                                 | 67    |       |
| 20. März | Marino Marini                     | italienischer Pianist, Bandleader und Sänger                                                             | 72    |       |
| 20. März | Rudolf Mueller                    | deutscher Politiker                                                                                      | 93    |       |
| 20. März | V. S. Pritchett                   | britischer Schriftsteller                                                                                | 96    |       |
| 20. März | Tony Zale                         | US-amerikanischer Boxer                                                                                  | 83    |       |
| 21. März | Wilbert Vere Awdry                | britischer Pfarrer, Eisenbahn-Fan und Autor von Kinderbüchern                                            | 85    |       |
| 21. März | Wilhelm Dittgen                   | deutscher Heimatforscher                                                                                 | 84    |       |
| 21. März | Robert Light                      | US-amerikanischer Filmschauspieler                                                                       | 85    |       |
| 21. März | Fritz Spielmann                   | österreichischer Komponist, Kabarettist, Pianist und Sänger                                              | 90    |       |
| 22. März | Lauritz Royal Christensen         | US-amerikanischer Mikrobiologe                                                                           |       |       |
| 22. März | Fabián Dobles                     | costa-ricanischer Schriftsteller                                                                         | 79    |       |
| 22. März | Wolf Englert                      | deutscher Filmarchitekt                                                                                  | 72    |       |
| 22. März | Mary Fieser                       | US-amerikanische Chemikerin                                                                              | 87    |       |
| 22. März | Armin Hauffe                      | deutscher Journalist, Rundfunkreporter und Sportchef des Landesfunkhauses in Schleswig-Holstein          | 49    |       |
| 22. März | Volkmar Hopf                      | deutscher Beamter                                                                                        | 90    |       |
| 22. März | Rudolf Motsch                     | deutscher Fußballspieler                                                                                 | 77    |       |
| 22. März | Georg Sich                        | deutscher Turner                                                                                         | 86    |       |
| 22. März | Kurt Sonnenfeld                   | österreichischer Musiker und Komponist                                                                   | 76    |       |
| 22. März | James G. Stewart                  | US-amerikanischer Film- und Tontechniker                                                                 | 89    |       |
| 22. März | Rudolf Zernick                    | deutscher Chemieingenieur                                                                                | 67    |       |
| 23. März | Timothy Joseph Harrington         | katholischer Geistlicher und Bischof von Worcester                                                       | 78    |       |
| 23. März | Pjotr Georgijewitsch Luschew      | sowjetischer Armeegeneral                                                                                | 73    |       |
| 23. März | Samuel Spencer                    | US-amerikanischer Politiker                                                                              | 86    |       |
| 23. März | Dora van Velden                   | niederländische Lehrerin, Historikerin und Kuratorin                                                     | 88    |       |
| 24. März | Herbert Bauer                     | deutscher Pilot, Ritterkreuzträger im Zweiten Weltkrieg                                                  | 77    |       |
| 24. März | Willy Butzen                      | belgischer Radrennfahrer                                                                                 | 64    |       |
| 24. März | Martin Caidin                     | US-amerikanischer Sachbuch- und Science-Fiction-Autor                                                    | 69    |       |
| 24. März | U. Alexis Johnson                 | US-amerikanischer Diplomat                                                                               | 88    |       |
| 24. März | Marcelle de Lacour                | französische Cembalistin                                                                                 | 100   |       |
| 24. März | Roberto Sánchez Vilella           | puerto-ricanischer Politiker                                                                             | 84    |       |
| 24. März | Lael Wertenbaker                  | US-amerikanische Journalistin und Autorin                                                                | 87    |       |
| 24. März | Ryūichi Yamashiro                 | japanischer Grafiker und Grafikdesigner                                                                  | 76    |       |
| 25. März | Richard Beilharz                  | deutscher Romanist                                                                                       | 64    |       |
| 25. März | Hans Broßmann                     | deutscher Landwirt, Winzer und Politiker (FDP), MdL                                                      | 73    |       |
| 25. März | Leo Gasperl                       | österreichischer Skirennläufer und Trainer                                                               | 84    |       |
| 25. März | Alfred Gleiss                     | deutscher Jurist und Autor                                                                               | 93    |       |
| 25. März | Rosario Granados                  | mexikanische Schauspielerin                                                                              | 72    |       |
| 25. März | James A. Ryder                    | US-amerikanischer Unternehmer und Gründer von Ryder System                                               | 83    |       |
| 25. März | Heinz Sanke                       | deutscher Geograph                                                                                       | 81    |       |
| 25. März | Oswaldo da Silva                  | brasilianischer Fußballspieler                                                                           | 71    |       |
| 25. März | Christopher John Fardo Williams   | britischer Philosoph und Philosophiehistoriker                                                           | 66    |       |
| 26. März | Marshall Applewhite               | US-amerikanischer Führer von Heaven’s Gate                                                               | 65    |       |
| 26. März | Wolfgang Hartke                   | deutscher Geograph und Hochschullehrer                                                                   | 88    |       |
| 26. März | Otto John                         | erster Präsident des Bundesamts für Verfassungsschutz                                                    | 88    |       |
| 26. März | Hartmut Losch                     | deutscher Leichtathlet und Olympiateilnehmer                                                             | 53    |       |
| 26. März | Paul Schmidt-Thomé                | deutscher Geologe                                                                                        | 85    |       |
| 26. März | Otto Witte                        | deutscher Pädagoge und Lehrer                                                                            | 93    |       |
| 27. März | Yvonne Blanc                      | französische Jazz- und Unterhaltungsmusikerin (Piano)                                                    | 90    |       |
| 27. März | Lane Dwinell                      | US-amerikanischer Politiker                                                                              | 90    |       |
| 27. März | Charles Lillard                   | kanadischer Schriftsteller, Dichter und Historiker US-amerikanischer Herkunft                            | 53    |       |
| 27. März | Ella Maillart                     | Schweizer Sportlerin und Reiseschriftstellerin                                                           | 94    |       |
| 27. März | Ellen Pollock                     | britische Schauspielerin                                                                                 | 94    |       |
| 27. März | Alfred Rieth                      | deutscher Algologe                                                                                       | 85    |       |
| 27. März | Gustl Schön                       | deutscher Politiker (CSU), MdL                                                                           | 67    |       |
| 28. März | Helmut Grashoff                   | deutscher Manager von Borussia Mönchengladbach                                                           | 68    |       |
| 28. März | Willy Pritsche                    | deutscher Fotograf                                                                                       | 85    |       |
| 29. März | Heribert Benz                     | deutscher Rechtswissenschaftler, insbesondere Lebensmittelrechtler                                       |       |       |
| 29. März | Hans-Walter Eigenbrodt            | deutscher Fußballspieler                                                                                 | 61    |       |
| 29. März | Wilhelm Friedrich de Gaay Fortman | niederländischer Jurist, Hochschullehrer und Politiker (ARP, CDA)                                        | 85    |       |
| 29. März | C. John Herington                 | US-amerikanischer Klassischer Philologe                                                                  | 72    |       |
| 29. März | Finn Høffding                     | dänischer Komponist und Musikpädagoge                                                                    | 97    |       |
| 29. März | Bernhard Lohse                    | deutscher evangelischer Theologe und Professor für Kirchengeschichte an der Universität Hamburg          | 68    |       |
| 29. März | Norman Pirie                      | britischer Biochemiker                                                                                   | 89    |       |
| 29. März | Hans Quest                        | deutscher Schauspieler und Regisseur                                                                     | 81    |       |
| 30. März | Dieter Claessens                  | deutscher Soziologe und Anthropologe                                                                     | 75    |       |
| 30. März | George Huntoon                    | US-amerikanischer Automobilrennfahrer                                                                    | 84    |       |
| 30. März | Linda Saul                        | estnische Dirigentin                                                                                     | 89    |       |
| 30. März | Traute Sense                      | deutsche Schauspielerin                                                                                  | 76    |       |
| 30. März | Reinhold Vöth                     | deutscher Jurist und Politiker (CSU), MdL                                                                | 67    |       |
| 31. März | Albert Bronner                    | französischer Ophthalmologe und Hochschullehrer                                                          | 82    |       |
| 31. März | Arthur Cunningham                 | US-amerikanischer Komponist                                                                              | 68    |       |
| 31. März | Friedrich Hund                    | deutscher Physiker                                                                                       | 101   |       |
| 31. März | Karl Prasse                       | deutscher Maler, Grafiker und Bildhauer                                                                  | 90    |       |
| 31. März | Franz Scheer                      | österreichischer Hotelier, Cafetier, Versicherungsangestellter und Politiker                             | 79    |       |
| 31. März | Lyman Spitzer                     | US-amerikanischer Astronom und Physiker                                                                  | 82    |       |
| März     | Steve Alder                       | britischer Schauspieler                                                                                  |       |       |
| März     | John Hoesli                       | britischer Filmarchitekt, Zeichner und Ausstatter                                                        |       |       |
| März     | Helmut Stegmann                   | deutscher Journalist                                                                                     |       |       |
| März     | Theodor Weisser                   | deutscher Unternehmer                                                                                    | 85    |       |